# 東芝テック
東芝テック株式会社（とうしばテック、TOSHIBA TEC CORPORATION）は、東京都品川区に本社を置く電機メーカー。東芝グループで社会インフラ事業領域（リテール&プリンティングソリューション）の一角を担っている。東芝グループで唯一東証プライムに上場している。

## 概説
東芝グループの社会インフラセグメントの子会社であり、リテール＆プリンティング事業領域を担っている。東芝グループの略称は「テック」を使用。東芝グループでは、当社以外にも東芝プラントシステム（TPSC）、ニューフレアテクノロジー（NFT）、西芝電機（西芝）の上場企業があったが、2019年のこれらの会社の親子上場解消（東芝による完全子会社化）、さらには2023年の東芝の上場廃止により、現在ではグループで唯一の上場企業となっている。
会社名の「テック」は、国内リテールソリューション事業で使用しているブランド「TEC」（旧社名の東京電気（Tokyo Electric Company）の略称である）に由来する。主要事業は、流通小売業、飲食業などで導入されているPOS（販売時点情報システム）システムを中心とするリテールソリューション事業、主に海外を中心に導入されている複合機を中心とするプリンティングソリューション事業である。
かつては、東芝の社内カンパニーである家電機器社（のちに製造部門として東芝家電製造を設立）の東芝ブランドの照明や掃除機、ミキサーなどの小型家電の製造も行っていた。現在は東芝ライフスタイル（TLSC）に分社化されている。

## 歴史
- 1919年（大正8年）2月 - 間宮勝三郎により株式会社間宮堂として設立。現在の大仁事業所に社屋を建設し、金庫、加減算機を製造。
- 1926年（大正15年）4月 - 国内初の金銭登録機を発売。
- 1928年（昭和3年）12月 - 藤山愛一郎が間宮堂を買収、資本金200万円で日本金銭登録機株式会社を設立。本格的な金銭登録機の製造の基礎を確立。
- 1935年（昭和10年） - 日本金銭登録機がアメリカNCRと提携し、同社の日本法人となる。
- 1940年（昭和15年）1月 - 日本金銭登録機、外資排除により東京芝浦電気株式会社（現・東芝）が買収、同社大仁工場となる。
- 1946年（昭和21年）1月 - 照明器具ではランタン・誘蛾燈、事務機では和文タイプライタを、マツダブランドで製造開始。
- 1950年（昭和25年）2月 - 東京芝浦電気大仁工場から分離独立し、東京電気器具株式会社を設立。
- 1952年（昭和27年）12月 - 東京電気器具、東京電気株式会社に社名変更（かつての東芝の旧社名と同名）。
- 1962年（昭和37年）11月 - 東京証券取引所2部上場。
- 1966年（昭和41年）10月 - 東芝事務機株式会社を吸収合併。
- 1969年（昭和44年）8月 - 東京証券取引所1部指定替え。
- 1994年（平成6年）6月 - テック電子株式会社と合併し、株式会社テックに社名変更。
- 1999年（平成11年）11月 - 複写機事業を親会社の東芝から譲り受け、照明事業を東芝ライテックに譲渡し、現社名である東芝テックに改称。
- 2007年（平成19年）6月 - 家電事業を東芝ホームアプライアンス（現在の東芝ライフスタイル）に譲渡。
- 2010年（平成22年）10月 - 子会社の東芝テックビジネスソリューション株式会社の事業を統合。
- 2011年（平成23年）3月 - TOBにより、国際チャート株式会社を連結子会社化。
- 2012年（平成24年）4月 - 米IBMの リテール・ストア・ソリューション事業（POSシステム関連事業）の買収を発表。
- 2017年（平成29年）
  - 3月 - 株式会社TOSEIの業務用クリーニング機器および真空包装機事業を、新設分割で設立された同名の会社に移管した上で、新会社の株式の90%を株式会社キョウデンエリアネット[1]に売却し、関連会社から離れた[2]。
  - 12月 - ナカバヤシ株式会社による株式公開買い付けに応じて国際チャート株式会社の株式を売却し、連結から除外[3]。
- 2018年（平成31年）2月 - 子会社での不正会計が発覚。6億2400万円の費用を架空に計上していた[4]。
- 2020年（令和2年）
  - 2月 -東芝がデータソリューション事業子会社「東芝データ」を設立、スマートレシート事業と連携し、データソリューション事業を強化。
  - 6月 - 代表取締役社長である池田隆之が退任。後任として東芝デジタルソリューションズ（TDSL）の社長であった錦織弘信が就任。
- 2024年（令和6年）
  - 7月1日 - リコーとの合弁会社エトリアを設立[5]。
  - POSデータを活用した新会社「ジャイナミクス株式会社」設立
- 2025年（令和7年）2月 - 従業員のパソコン架空受注による約2億円の被害を公表。

## 主な製品
- POSシステム
- 自動釣銭機
- スマートレシート
- オーダーエントリーシステム
- デジタル複合機
- レジスター

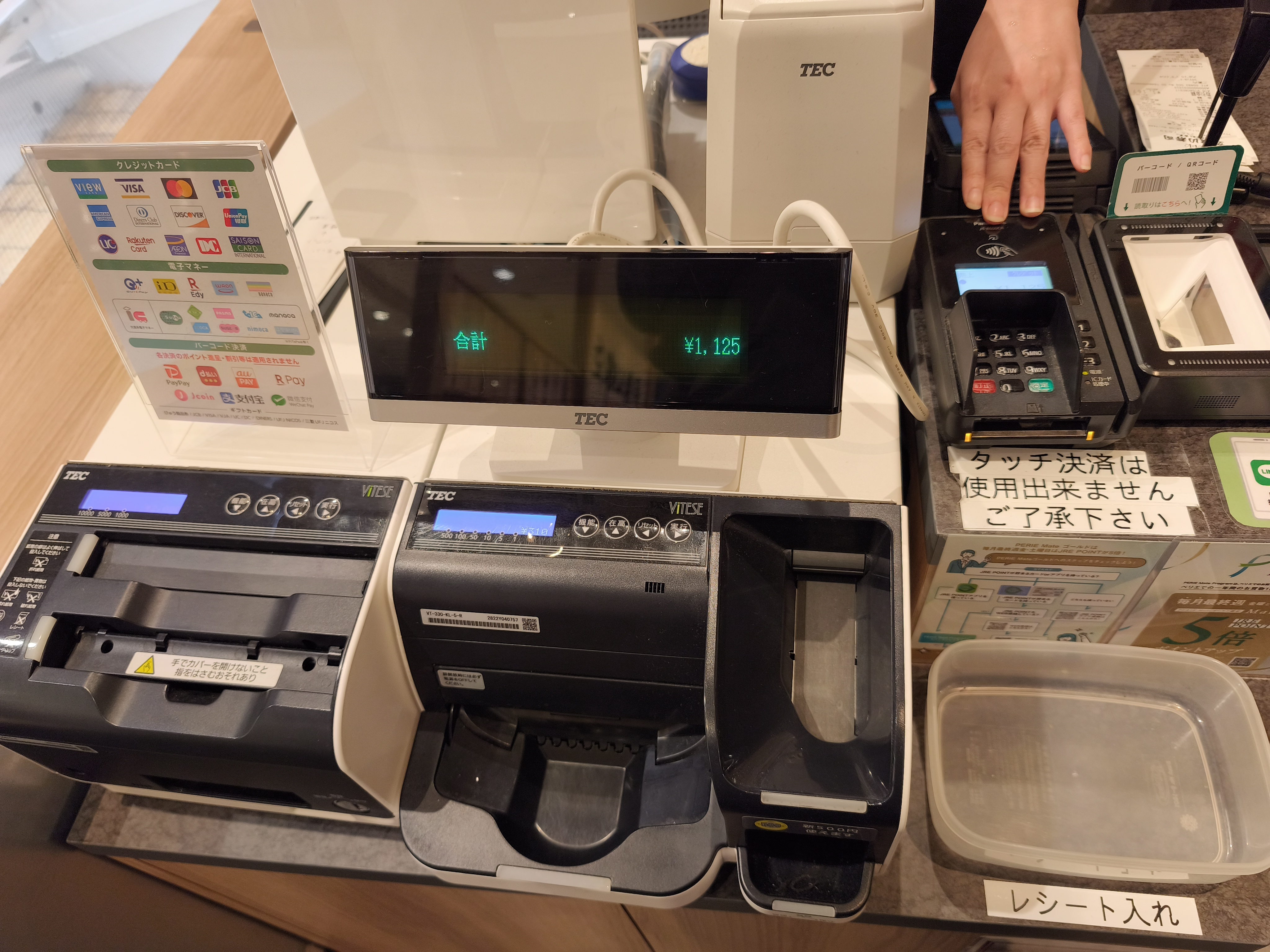
自動釣銭機の「VITESE(ヴィッテス) VT-330」

- 自動認識装置（バーコード、RFIDシステム）
- インクジェットプリンターヘッド
- 事務コン

## 組織
- 株式会社東芝
  - 東芝テック株式会社
    - 総務部
    - 法務部
    - 財務部
    - 経営企画部
    - 経営監査部
    - 内部管理体制推進部
    - 商品・技術戦略企画部
    - 品質・環境企画部
    - IT戦略システム部
    - リテール・ソリューション事業本部
    - リテール海外事業推進部
    - ワークプレイス・ソリューション事業本部
    - IJ事業推進部
    - 生産・調達・SCM統括センター

## 事業拠点
- 本社事業所 - 〒141-8562　東京都品川区大崎1-11-1（ゲートシティ大崎ウエストタワー）
  - リテール・ソリューション事業本部 - 〒141-8562  東京都品川区大崎1-11-1（ゲートシティ大崎ウエストタワー）
  - ワークプレイス・ソリューション事業本部  -  〒141-8664  東京都品川区東五反田2-17-2（オーバルコート大崎マークイースト）
- IJ事業推進部 - 〒141-8664 東京都品川区東五反田2-17-2（オーバルコート大崎マークイースト）
- 生産・調達・SCM統括センター - 〒141-8562 東京都品川区大崎1-11-1（ゲートシティ大崎ウエストタワー）
- 商品・技術戦略企画部 -  〒108-0075 東京都港区港南2-15-4 （品川インターシティ）
- 静岡事業所（三島） - 〒411-8520　静岡県三島市南町6-78
- 静岡事業所（大仁） - 〒410-2392　静岡県伊豆の国市大仁570

## 関連会社
- 株式会社東芝
- 東芝データ株式会社（TDC）- 東芝のデータソリューション事業の子会社。
- 東芝デジタルソリューションズ株式会社（TDSL）- 国内リテールソリューション事業（AI、データソリューション活用）にて連携。
- 東芝デジタルマーケティングイニシアティブ株式会社（DMI）- TISのメディア事業を譲渡。
- 東芝ライフスタイル株式会社（TLSC）- 当社はかつて東芝ブランドの小型家電を製造していた。
- 東芝グローバスコマースソリューション株式会社（TGCS）- 海外リテールソリューション事業を担当。
- 東芝テックソリューションサービス株式会社（TTSS）- 国内リテールソリューション事業及びプリンティング事業の保守、運用メンテナンスを担当。
- テックインフォメーションシステムズ株式会社（TIS）- 国内リテールソリューション事業のシステム開発を担当。
- テーイーアール株式会社（TER）- 国内リテールソリューション事業の製品修理・再生を担当。
- 東芝テック画像情報システム株式会社（TDOS）- プリンティングソリューション事業の画像情報を研究・開発を担当。
- テックプレシジョン株式会社（TPI）- プリンティングソリューション事業のインクジェットヘッド、トナーの製造を担当。
- ティー・ティー・ビジネスサービス株式会社（TTB）- コーポレート人事総務を担当。

## 代理店

### 上場している代理店
- 因幡電機産業[6]
- 鳥羽洋行[6]
- 日本プリメックス[6]